# Boko Haram

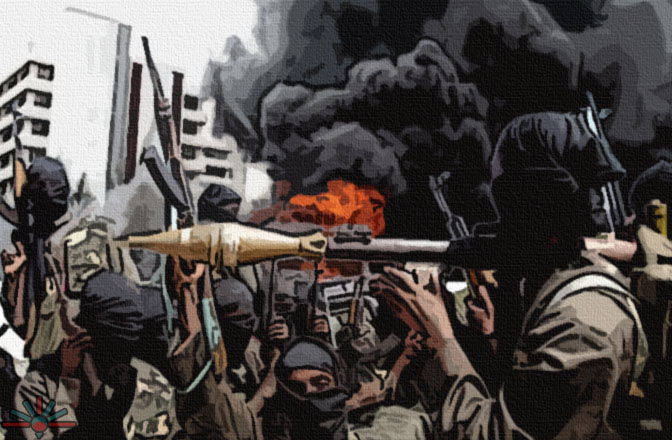
Boko Haram harcosok

A Boko Haram (jelentése hausza nyelven: „a nyugatosodás szentségtörés”) iszlamista szektás mozgalom, melyet Mohammed Yusuf alapított Nigéria északkeleti részében 2002-ben. 2009-től merényleteket és egyéb erőszakos cselekményeket hajtott végre. A mozgalom eredeti deklarált célkitűzései a nigériai korrupció és igazságtalanságok felszámolása, valamint az iszlám törvénykezés, a saría bevezetése voltak. Később a csoport a biztonsági erők által megölt Yusuf és más csoporttagok halálának megbosszulására esküdött fel.
A csoport az Al-Káidától kapott pénzt és kiképzést. 2013-ban Nigéria elnöke, majd az USA is terrorszervezetté nyilvánította. A Boko Haram 2009 júliusa és 2014 júniusa között több, mint 5000 civilt ölt meg. Ebből legalább kétezer főt 2014 első felében.
2014 augusztusáig 650 ezer embernek kellett elmenekülnie lakóhelyéről.
2014 augusztusában új iszlám állam létrejöttét kiáltották ki Nigéria általuk ellenőrzött északkeleti részén. 2015 márciusában a Boko Haram hűséget fogadott az Iszlám Állam (ISIS) nevű közel-keleti terrorszervezetnek, ezáltal annak része lett.

## Kezdetek

Nigéria

Nigériát 1960-as függetlenné válásától 1999-ig kegyetlen diktátorok irányították. Vélhetően az etnikai alapú katonai hatalom volt az 1967–70-es polgárháború egyik oka. Noha 1999 óta polgári kormányok vannak hatalmon, a választások tisztaságát folyamatosan megkérdőjelezik. Bár komoly lépéseket tettek a korrupció visszaszorítására, az ma is súlyos gondja az országnak. Emellett a muszlimok és keresztények rossz viszonya mérgezi a légkört.
Nigéria Afrika legnépesebb állama és legnagyobb gazdasága, egyben legnagyobb kőolajtermelője. Ennek ellenére az ország hatalmas lakosságának (2013-ban: 173 millió fő) 60%-a kevesebb, mint napi 1 dollárból él. Az olajpénzeket diktátorok, mágnások és külföldiek kezelik, akik személyes vagyonukat gyarapítják így.
Mohammed Juszuf, aki az 1990-es években radikális iszlamista fiatalok csoportját irányította, 2002-ben Nigéria északkeleti Borno államának fővárosában, Maiduguriban hozta létre a Boko Haramot. A csoport eredeti neve Jamāʿat Ahl al-Sunna lil-Daʿawah wa al-Jihād, amit általában így fordítanak: „Szövetség az Iszlám Dzsihád Általi Terjesztésére”, vagy „Szunna Népének Szövetsége az Imáért és a Dzsihádért”. A Boko Haram ragadványnév. Jelentése „a nyugatosodás szentségtörés”, ám gyakran interpretálják így is: „a nyugati oktatás tiltott/bűn.” A csoport a nyugatosodást okolja a széles körben elterjedt korrupcióért, ami hozzájárult a gazdag kevesek és a hatalmas tömegű szegények közötti szakadék szélesítéséhez.
A szervezet viszonylag békés tevékenységet folytatott a megalakulását követő első hét évben. Ekkor a Boko Haram többnyire a társadalomtól elzárt területekre húzódott vissza. Kisebb táborokat és iskolákat szerveztek Borno és Jobe nigériai államok távoli régióiban. Később a csoport inkább városi jelenséggé vált. Azonban már ekkor is megmutatkozott militáns jellege. 2004-től a rendőrséggel szemben is fellépett.

## Radikalizálódás
2009. július 26-án a biztonsági erők letartóztatták a csoport kilenc tagját, valamint fegyvereket és bombakészítéshez szükséges eszközöket foglaltak le. Ezt követően a csoport tagjai megtámadták a rendőrséget és más kormányerőket. A felkelés július utolsó napjaira négy nigériai államra is kiterjedt. A felkelők több rendőrt megöltek. A kormány a hadsereg bevonása mellett döntött. A rendet becslések szerint hétszáz halálos áldozattal – többségében Boko Haram-tagok – végződő harcokban állították helyre. Rendőrőrsök, börtönök, iskolák és templomok semmisültek meg. Juszufot, a fogságba ejtett alapító-vezetőt a biztonsági erők „szökés közben” megölték. Az ő és társai golyólyuggatta holttestét a hatóságok néhány nappal később közszemlére bocsátották. A bírósági ítélet nélküli gyilkosságok feldühítették a csoporttagokat.
A 2009. júliusi események után a csoport egy ideig passzív maradt. A következő évben Juszuf helyettese, Abubakar Sekau videóüzenetben tudatta, ő a Boko Haram új vezetője. Bosszút ígért Juszuf és társai haláláért. 2010 nyarán a csoport merényletekbe kezdett egyes személyek – jellemzően rendőrtisztek – ellen, de nagyobb célpontokat is megtámadtak. A szervezetben számos arab nemzetiségű is szolgál, ezek harcosként, vagy kiképzőként, esetleg ideológusként, tanítóként vannak jelen. Az arab jelenlét már korábban is jellemző volt az afrikai térség más országaiban is, ahol súlyos konfliktusok sújtották a területeket, ilyen volt Szudán és Dárfúr is.

## Főbb terrortámadások 2010 és 2012 között

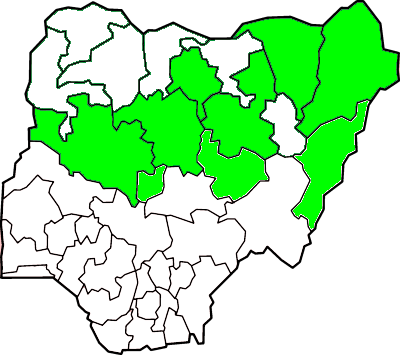
A Boko Haram terrorcselekményeinek helyszíne Nigéria térképén, 2010–2013

- 2010. július: százak haltak meg Maiduguri városában (Borno állam), amikor a csoport templomokat, rendőrőrst és börtönt is felgyújtott.
- 2010 szeptemberében megtámadtak egy börtönt Maiduguriban, kiszabadítva 721 rabot, köztük 105 Boko Haram-tagot.
- 2010. december: A közép-nigériai Jos elleni bombatámadásban legalább 80 ember lelte halálát.
- 2011. június: A csoport első alkalommal választott nyugati célpontot. Abujában, az ENSZ-épület elleni támadásban 11 ENSZ-alkalmazott és további 12 személy vesztette életét. Legalább százan megsérültek.
- 2011. november: Borno állam kormányzója elleni merénylet. Rendőrőrsök elleni koordinált támadások. Két öngyilkos merénylő felrobbantja magát Maiduguriban. Összesen 150 halott.
- 2011. december: Karácsony napjára időzített, keresztények elleni bombatámadásokban, többek között templomokban több tucat ember leli halálát.
- 2012. január: Bombatámadás Kanóban. 150 halott.
- 2012. június: Bomba robban a ThisDay című lap irodájában. Még ugyanabban a hónapban Kaduna városában három templom elleni támadás mérlege több, mint száz halott.[22]

## Chiboki diáklányok elrablása
2014. április 14-én éjjel keresztény diáklányokat raboltak el egy állami gimnáziumból a nigériai Borno államban található Chibok városában. Az akciót később magára vállalta a Boko Haram.

## Ideológiája
A Boko Haram szunnita iszlám fundamentalista szektaként jött létre, a saría szigorú formáját támogatva. Célja iszlám állam létrehozása Nigériában. Az iszlám állam létrejöttét 2014 augusztusában ki is kiáltották. Ezt a célt a szervezet kétféleképp próbálja megvalósítani: vagy úgy (amely primer cél), hogy az egész országot iszlamizálja, vagy pedig a muszlimok lakta területeket szervezi különálló állammá. A Boko Haram elutasítja a nigériai társadalom nyugatosodását, aminek vélt eredményeként az ország vagyona egy szűk – főként a keresztény délen élő – politikai elit kezében összpontosul. Mindeközben az ország lakosságának nagyobb része nyomorog.
A Boko Haram megöli azt, akit iszlámellenesnek tekintett tevékenységet végez, például alkoholt iszik.
Egy 2009-es interjúban az alapító Mohammed Juszuf elmondta, hite szerint a Föld gömb voltát hirdető elmélet ellentétes az iszlám tanításával, ezért elvetendő.

## Fordítás
- Ez a szócikk részben vagy egészben  a   Boko Haram című angol Wikipédia-szócikk ezen változatának fordításán alapul.  Az eredeti cikk szerkesztőit annak laptörténete sorolja fel. Ez a jelzés csupán a megfogalmazás eredetét és a szerzői jogokat jelzi, nem szolgál a cikkben szereplő információk forrásmegjelöléseként.